# Otto Boris
Otto Heinrich Bernhard Boris (* 24. Dezember 1887 in Lubjewen bei Nikolaiken, Ostpreußen; † 13. September 1957 in Hamburg-Rahlstedt) war ein deutscher Kunstmaler und Tierschriftsteller, zuvor Realschullehrer.

## Leben
Otto Boris kam im masurischen Lubjewen bei Nikolaiken als zweiter Sohn von insgesamt 4 Kindern von Michael Boris, Volksschullehrer, und dessen Gattin Wilhelmine zur Welt. Als er zwei Jahre alt war, wurde sein Vater nach Gehsen im Kreis Johannisburg versetzt. Um Lehrer zu werden, besuchte Boris nach seiner Schulzeit zunächst die Präparandenanstalt in Lötzen und dann das Lehrerseminar in Angerburg. Nach bestandener Abschlussprüfung 1907 trat er seine erste Lehrerstelle in Upalten/Lötzen an. Anschließend bekleidete er kurzfristig die Lehrerstelle in Seehausen/Lötzen, dann von 1909 bis 1913 die in Garbassen im Kreis Oletzko. Danach war er bis zum Ausbruch des Ersten Weltkrieges in Mysken bei Drygallen tätig.
Von hier aus wurde er zum Militärdienst eingezogen. An der Kriegsfront erlitt er einen Lungenschuss und bekam Typhus.
Ab 1920 absolvierte Otto Boris mehrere Semester an der Kunstakademie Königsberg, an der er 1921 die Prüfung bestand. Anschließend erhielt er eine Anstellung als Zeichenlehrer an der Staatlichen Realschule in Pillau/Ostpreußen. Nach kurzer Tätigkeit dort ließ er sich aus Krankheitsgründen (Kriegsleiden durch Lungenschuss) 1924 pensionieren und wurde freischaffender Kunstmaler. Seine Motive waren Tier- und Landschaftsbilder, Stillleben, Porträts und Karikaturen, vor allem aber Federzeichnungen, die ihm besonders lagen.
1927 heiratete er Gertrud Pasternaci, nachdem seine erste Ehe geschieden worden war. Der nächste Wohnort war Berlin, wo 1928 seine Tochter Silke Boris geboren wurde.
Von 1928 bis 1930 illustrierte er eine große Anzahl von Büchern der Weltliteratur, vornehmlich Textausgaben des Dortmunder Crüwell-Verlages, darunter Werke von Defoe (Robinson Crusoe), Eichendorff (Aus dem Leben eines Taugenichts), Goethe (Götz von Berlichingen, Egmont) und anderen. Auch viele seiner eigenen Bücher illustrierte er selbst. Bereits 1919/20, wahrscheinlich während eines Kuraufenthaltes im Harz wegen seines Kriegsleidens, fertigte er die bekannte Postkarten-Serie Harz-Träumereien (18 Federzeichnungen) sowie 1925, wohl bei einem längeren Harz-Aufenthalt, nochmals insgesamt 8 Federzeichnungen für die beiden Kurzgeschichten Ein Besuch bei den Holzfällern und Von Klippe zu Klippe im Oker-Tal, die in der Monatszeitschrift Der Harz erschienen waren.
1932 verzog er mit seiner Familie nach Hannover, wo es 1934 erneut zu einer Scheidung kam. Boris ging nach Hamburg; seine Tochter verblieb bei der Mutter. Als diese vier Jahre später starb, kam die Tochter in die Obhut ihrer Tante. 1936 zog Boris nach Hamburg-Rahlstedt, wo er 1941 ein Haus kaufte (Am Friedhof 68). Am 15. Mai 1944 wurde Frau Kammeyer seine dritte Ehefrau. Danach schuf er – mit Unterbrechung durch die Einberufung in den Volkssturm – die meisten seiner Werke, die er teilweise mit eigenen Illustrationen versah. Nach kurzer, schwerer Krankheit im 70. Lebensjahr verstorben, fand er auf dem Rahlstedter Friedhof seine letzte Ruhestätte.
Der Otto Boris-Nachlass befindet sich im Heimatarchiv des Bürgervereins Rahlstedt.

## Das literarische Werk/Anerkennungen
Otto Boris schrieb über 50 Bücher. Einige erreichten eine Auflage von fast 200 000 Stück. Vier Tiergeschichten (Die Bärenkinder, Motu und Miromotu,Tod im Frühling und Worpel) wurden in Blindenschrift übertragen, davon Worpel auch in Kurz-Blindenschrift. Zwei Tiergeschichten wurden in Fremdsprachen übersetzt – 1944 Fuchs Schade ins Niederländische und 1941 Motu und Miromotu ins Tschechische sowie eine sogar in Stenographie. Mehrere Werke sind nicht in Buchform erschienen, sondern nur als Serie in Zeitungen oder Zeitschriften wie Der Jungdeutsche.
1940 erhielt Boris in Posen für sein Werk „Mein Uhu Gunkel und seine Zeit“ den zweiten „Hans Schemm-Preis“ (Jugendbuch-Auszeichnung) von 1000 Reichsmark. Der Hans-Schemm-Preis sollte besonders Texte fördern, die zum Wehrwillen und zur Kampfbereitschaft erziehen.
Boris’ Tiergeschichten wurden mit denen von Svend Fleuron, Paul Eipper und Hermann Löns verglichen.
2005 wurde in Krefeld der „Otto Boris-Förderkreis Deutschland 2005“ gegründet, der sein Andenken bewahren soll.

## Literarische Werke
- Um die Grenze. ein masurischer Schmuggler-Roman. 1927.
- Der Schlangenpriester. 1929.
- Addi. die Geschichte eines Storches, 1935.
- Worpel. die Jugendgeschichte eines Elches. 1936, Übertragung in Blindenschrift, 2 Bände, 1947.
- Motu und Miromotu. eine Bärengeschichte aus Alaska. 1937, Übersetzung ins Tschechische 1941, Übertragung in Blindenschrift ( Normalschrift 2 Bände, 1947, und Kurzschrift, 1 Band, 1950).
- Varg und seine Wölfe. 1938.
- Hans Böhlig. die Geschichte eines Rehbocks, 1939.
- Mein Uhu Gunkel und seine Zeit. 1939. Auszeichnung mit dem „Hans Schemm-Preis“, 1940.
- Der Kompaniehund Piefke. 1939.
- Reiter für Deutschlands Ehre. Erlebnisse um ein Kolonialspferd. 1940.
- Der Werder und seine Geheimnisse (= Der Rabe Korrk ). 1940.
- Wandernde Riesen. 1941.
- Der Grünrock plaudert. Jagdgeschichten. 1942.
- Die Fischerinsel. Roman. 1942.
- Humoresken. 1942.
- Irrlichter. Bauerngeschichten. 1942.
- Masurens Wälder rauschen. Kindheits- und Jugenderinnerungen. 1942.
- Schlichte Seelen. Geschichten aus Wald und Feld. 1942.
- Tod im Frühling. Tiergeschichten. 1942. Übertragung in Blinden-Kurzschrift, 1 Band, 1949.
- Kampf im Kleinen. Tiergeschichten. 1942.
- Der Grenzbauer. Roman. 1943.
- Fuchs Schade (= Füchlein, paß auf! ) 1943. Übersetzung ins Holländische 1944.
- In Sonne und Eis. Tier- und Jagdgeschichten, 1943.
- Murzel. die Geschichte eines Dackels. 1943.
- Rucksackromantik. Dichter- und Malererlebnisse. 1943.
- Der Urwaldschreck. die Geschichte eines Gorillas ( = Mungi ), 1943.
- Mbobo. eine Büffelgeschichte aus Afrika. 1944.
- Der Rabe Korrk. 1944.
- Der Einzelgänger. Roman um einen Jaguar. 1946.
- Harzer Hirsche. 1947.
- Rantis. eine Wolfsgeschichte aus Masuren. 1947.
- Harzer Hirsche. Thienemann, Stuttgart 1947.
- Im Lande des ewigen Sommers, eine Geschichte aus Afrika. 1948.
- Die Bärenkinder (= Kampf der Bärenkinder). 1948. Übertragung in Blinden-Kurzschrift, 2 Bände, 1950.
- Kater Murrner. 1948.
- Mein Garten. 1948.
- Nanuk, die Geschichte eines Eisbären. 1948.
- Was die Bäume rauschen. Roman. 1949.
- Das schöne Rahlstedt. In: Rahlstedter Heimatwoche. 24. Sept. bis 2. Okt. 1949.
- Riesen der Wildbahn, die Geschichte eines Elches aus Ostpreußen. 1950.
- Arbo, die Geschichte eines Elefanten aus dem Sudan. 1951.
- Der Schlangengott vom Amazonas. 1953.
- Masurische Nächte, ein spannender Schicksalsroman. (= Rantis). 1953.
- Ein Ritt ums Leben. 1954.
- Hengst Tarpan. 1954.
- Mungi, die Geschichte eines Gorillas. 1954.
- Trommeln im Urwald. 1954.
- Die Wildfischer. 1955.
- Tigerjäger Kasturbei. 1955.
- Der alte Basse, Jagdgeschichten um ein Wildschwein. 1955.
- Die Rache des Adlers. 1956.
- Der Bookdüwel. 1956.
- Die Adler von Silverland. 1957.
- Topas, der Trakehner. 1957.
- Füchlein, paß auf. (= Fuchs Schade). 1958.
- Schwarzes Gold am Amazonas. 1960.
- Lebensgefahr im indischen Dschungel. 1963.
- Alarm im Moor. 1974.
- Kampf der Bärenkinder. (= Die Bärenkinder ). 1978.
- Otto Boris, seine schönsten Tiergeschichten. 1979.
- Adler Schwork. nach 1948.
- Wisente am Elbrus. nach 1948.